# 1982년 아시안 게임
제9회 아시안 게임은 1951년 제1회 아시안 게임을 개최한 바 있는 유서 깊은 인도의 수도 뉴델리에서 31년 만에 다시 열렸다. 1982년 11월 19일에 개막해 12월 4일까지 열린 이 대회에는 총 33개국 3,411명의 선수가 참가해 기량을 겨뤘다. 아시아 신기록 및 아시안 게임 기록 74개가 세워졌다. 33개국은 당시까지 아시안 게임 참가국 중 가장 많은 수였다. 골프, 승마, 조정, 핸드볼이 처음으로 정식 종목에 채택되었고. 펜싱과 볼링이 제외되었다.

## 유치 신청 도시
1976년 7월 24일에 캐나다 몬트리올에서 열린 아시아 경기 연맹(AGF, 아시아 올림픽 평의회(OCA)의 전신) 총회에서 인도 뉴델리가 1982년 아시안 게임 개최 도시로 선정되었다.

## 경기 종목
- 양궁 (4)
- 육상 (40)
- 배드민턴 (7)
- 농구 (2)
- 권투 (12)
- 사이클 (7)
- 다이빙 (4)
- 승마 (4)
- 필드하키 (2)
- 축구 (1)
- 골프 (2)
- 체조 (14)
- 핸드볼 (1)
- 조정 (4)
- 요트 (4)
- 사격 (22)
- 수영 (29)
- 탁구 (7)
- 테니스 (7)
- 배구 (2)
- 수구 (1)
- 역도 (10)
- 레슬링 (10)

### 시범 종목
- 카바디
- 세팍타크로

## 참가국
총 33개국이 참가했다. 몰디브, 오만, 남예멘, 예멘 아랍 공화국(북예멘)이 처음으로 아시안 게임에 참가했다. 1978년 아시안 게임에 불참했던 라오스, 베트남, 아프가니스탄 민주 공화국, 이란이 다시 참가했다.
- 아프가니스탄
- 바레인
- 방글라데시
- 버마
- 중국
- 홍콩
- 인도 (개최국)
- 인도네시아
- 이란
- 이라크
- 일본
- 쿠웨이트
- 라오스
- 레바논
- 말레이시아
- 몰디브
- 몽골
- 네팔
- 조선민주주의인민공화국
- 북예멘
- 오만
- 파키스탄
- 필리핀
- 카타르
- 사우디아라비아
- 싱가포르
- 대한민국
- 남예멘
- 스리랑카
- 시리아
- 태국
- 아랍에미리트
- 베트남

## 메달 집계
| 순위 | 국가                   | 금메달 | 은메달 | 동메달 | 합계 |
| ---- | ---------------------- | ------ | ------ | ------ | ---- |
| 1    | 중국                   | 61     | 51     | 41     | 153  |
| 2    | 일본                   | 57     | 52     | 44     | 153  |
| 3    | 대한민국               | 28     | 28     | 37     | 93   |
| 4    | 조선민주주의인민공화국 | 17     | 19     | 20     | 56   |
| 5    | 인도                   | 13     | 19     | 25     | 57   |
| 6    | 인도네시아             | 4      | 4      | 7      | 15   |
| 7    | 이란                   | 4      | 4      | 4      | 12   |
| 8    | 파키스탄               | 3      | 3      | 5      | 11   |
| 9    | 몽골                   | 3      | 3      | 1      | 7    |
| 10   | 필리핀                 | 2      | 3      | 9      | 14   |
| 11   | 이라크                 | 2      | 3      | 4      | 9    |
| 12   | 태국                   | 1      | 5      | 4      | 10   |
| 13   | 쿠웨이트               | 1      | 3      | 3      | 7    |
| 14   | 시리아                 | 1      | 1      | 1      | 3    |
| 15   | 말레이시아             | 1      | 0      | 3      | 4    |
| 16   | 싱가포르               | 1      | 0      | 2      | 3    |
| 17   | 아프가니스탄           | 0      | 1      | 0      | 1    |
| 18   | 레바논                 | 0      | 1      | 0      | 1    |
| 19   | 바레인                 | 0      | 0      | 1      | 1    |
| 20   | 홍콩                   | 0      | 0      | 1      | 1    |
| 21   | 카타르                 | 0      | 0      | 1      | 1    |
| 22   | 베트남                 | 0      | 0      | 1      | 1    |
| 합계 | 합계                   | 199    | 200    | 215    | 614  |

## 대회 이모저모
- 일본의 9연속 종합 1위 달성이 좌절되었다. 중국이 1974년 첫 참가 이래로 사상 처음으로 아시안 게임에서 종합 1위를 차지하였다.
- 주최국 인도는 대회 경기장 및 숙소의 건설 지연과 부실 공사로 인해 국제적인 우려와 빈축을 샀다.
- 인도에서 분리 독립을 주장하는 시크교 신자들의 시위, 테러, 반대 성명 등으로 인해 아시안 게임의 안전이 위협 받았다.
- 최윤희 선수가 1백미터 배영에서 1분06초39, 2백미터 개인혼영에서 2분24초32로 아시안 게임 신기록으로 금메달을, 2백미터 배영에서 금메달을 추가하여 한국 여자선수로는 처음으로 아시안 게임에서 3관왕을 달성했다. 또한 그의 언니인 최윤정 선수도 동생과 같은 경기에 참가하여 나란히 은메달을 획득했다.
- 조선민주주의인민공화국의 서길산 선수는 사격 부문 개인전에서 금메달 4개, 단체전에서 금메달 3개를 획득하여 7관왕에 올랐다. 7관왕은 아시안 게임 사상 단일 대회 최다관왕이다.
- 조선민주주의인민공화국 축구 대표팀은 쿠웨이트와의 준결승전에서 2:3으로 패한 직후 주심을 집단폭행하여 몰수패가 선언됨에 따라 사우디아라비아 대표팀이 자동으로 3위(동메달)에 오르게 되었다. 한편 아시아 축구 연맹(AFC) 집행위원회는 조선민주주의인민공화국에 2년간 국제 축구 대회 출전을 금지하는 강력한 추가 제재를 가하였다.
- 대한민국은 남자 농구 결승에서 중국을 85:84로 1점차 승리를 거두고 우승을 차지하였다. 1974년 아시안 게임 준결승전에서 대한민국 남자 농구 대표팀이 중국을 처음 물리친 이후 두 번째로 물리친 경기였다.
- 대한민국 축구팀은 예선에서 일본에 1:2로 패하는 등의 저조한 성적으로 예선 탈락하였다.

## 같이 보기
- 아시안 게임
- 1951년 아시안 게임